# Frédéric Boccara
Pour les articles homonymes, voir Boccara.
Frédéric Boccara, né en 1964 à Paris (Île-de-France), est un économiste et statisticien français. Administrateur de l'INSEE, il est chercheur associé au Centre d'économie de l'université Paris-Nord (CEPN). Il s'inscrit dans le courant du marxisme économique.

## Biographie

### Jeunesse et études
Frédéric Boccara est fils de l'économiste Paul Boccara, mort en novembre 2017, et de Danièle Cohen-Tanugi, morte en mai 1973.
D'abord licencié en histoire de l'Université Panthéon Sorbonne-Paris 1, il intègre ensuite l'ENSAE, composante de l'Institut polytechnique de Paris . Docteur en économie de l'Université Sorbonne Paris Nord, il est également diplômé en comptabilité du Conservatoire national des arts et métiers.
En 2013, il soutient sa thèse de doctorat, préparée sous la direction de Dominique Plihon, Firmes multinationales et balance des paiements française dans la globalisation financière et la révolution technologique informationnelle : une analyse théorique et appliquée. Il y propose une nouvelle théorisation des multinationales.

### Parcours universitaire
Il est administrateur de l'INSEE (Institut national de la statistique et des études économiques) depuis 1990.
Frédéric Boccara est maître de conférences associé à l'université Sorbonne Paris Nord, ainsi que  chercheur associé au Centre d'économie de l'université Paris-Nord (CEPN).
Il est nommé au Conseil économique, social et environnemental (CESE) en 2015, au titre des personnalités qualifiées dans le domaine économique.
Il est membre du Conseil national du Parti communiste français et membre fondateur du conseil d'administration des Économistes atterrés.
Il participe à l'animation de la revue Économie & Politique, revue marxiste d'économie.

## Prises de position
Il est en faveur d'un SMIC européen qui soit égal à 60 % du salaire moyen de chaque pays. Il est également favorable à une réforme de la Banque centrale européenne, qui prête à 0 % aux États qui développent leur service public. 
Il soutient une réforme de la politique agricole commune qui permette de sortir d'un régime qu'il qualifie de productiviste.

## Publications
- Les retraites, un bras de fer avec le capital, F. Boccara, C. Mills, D. Durand (coordinateurs), Delga, 2020[13]
- Economie et Ecologie 1 - Où en est-on ?, F. Boccara, La Pensée, 2010 (téléchargeable ici)
- Economie et Ecologie 2 - Pour une vraie alternative, F. Boccara, La Pensée, 2010 (téléchargeable ici)
- Une autre Europe : contre l'austérité : pour le progrès social : une autre coopération et un autre euro, Frédéric Boccara, Yves Dimicoli, Denis Durand, Éditions Le Temps des Cerises, 2014,  (ISBN 978-2-37071-010-9)
- Europe, l'expérience grecque : le débat stratégique, Étienne Balibar, Frédéric Boccara, Thomas Coutrot et al., Éditions du Croquant, 2015,  (ISBN 978-2-36512-075-3) - (présentation en ligne) - (compte-rendu de l'ouvrage)
- Les PME/TPE et le financement de leur développement pour l'emploi et l'efficacité, avis du Conseil économique, social et environnemental, 15 mars 2017, Rapporteur : F. Boccara (présentation en ligne)
- « Emploi : mythe des PME et réalités des groupes », Économie et Statistique, nos 319-320,‎ 1998, p. 137-161 (lire en ligne)
- Firmes multinationales et balance des paiements française dans la globalisation financière et la révolution technologique informationnelle, Thèse de doctorat, 2013, F. Boccara (téléchargeable ici)

En collaboration :
- L'industrie française au milieu du 19e siècle : les enquêtes de la statistique générale de la France, Frédéric Boccara, Jean-Marie Chanut, Jean Heffer, Jacques Mairesse, et al., École des hautes études en sciences sociales, 2000  (ISBN 2-7132-1312-6)[14]
- Financer l'expansion des services publics en Europe : mobiliser la création monétaire de la BCE dans un fonds de développement économique, social et environnemental européen, Denis Durand ; en collaboration avec Frédéric Boccara et Yves Dimicoli, Fondation Gabriel-Péri, 2017  (ISBN 978-2-37526-013-5)

## Sources
1. ↑  Pierre Ivorra, « Décès. Paul Boccara dans les pas de la pensée de Marx », sur humanite.fr, l'Humanité, 27 novembre 2017 (consulté le 15 mai 2020).
2. ↑  « Frédéric Boccara | Les Économistes Atterrés », sur atterres.org (consulté le 13 décembre 2024)
3. ↑  « Fiche de M. Frédéric Boccara  (extrait) », sur lesbiographies.com (consulté le 20 novembre 2018).
4. ↑  Notice catalogue Sudoc.
5. ↑  Frédéric Boccara, Firmes multinationales et Balance des paiements dans la globalisation financière et la révolution technologique informationnelle - Une analyse théorique et appliquée, Paris, octobre 2013 (lire en ligne).
6. ↑  « Nominations au Journal officiel de la République française ».
7. ↑  (en) « Frederic BOCCARA | Université Paris 13 - Academia.edu », sur univ-paris13.academia.edu (consulté le 12 novembre 2018)
8. ↑  « Enseignants-chercheurs et chercheurs », sur le site cepn.univ-paris13.fr
9. ↑  « Frédéric BOCCARA | Les conseillers | Découvrir le CESE », sur www.lecese.fr (consulté le 12 novembre 2018)
10. ↑  « Frédéric Boccara | Les Économistes Atterrés », sur www.atterres.org (consulté le 12 novembre 2018)
11. ↑  « ACCUEIL ECONOMIE ET POLITIQUE », sur PCF.fr (consulté le 10 octobre 2020).
12. 1 2  Centre France, « Elections européennes - 5 questions à l'économiste du parti communiste, Frédéric Boccara, en visite à Vichy », sur www.lamontagne.fr, 22 mai 2019 (consulté le 15 mai 2020)
13. ↑  Martine Bulard, « Les Retraites. Un bras de fer avec le capital », sur Le Monde diplomatique, mai 2020 (consulté le 29 septembre 2023).
14. ↑  Jérôme Cucarull, « Jean-Marie Chanut et al. (dir.), L’industrie française au milieu du xixe siècle », Histoire & Mesure, no XVI - 3/4,‎ 2001 (lire en ligne)